# Eyjafjallajökull
Ne doit pas être confondu avec l’Eyjafjöll, la montagne recouverte par l'Eyjafjallajökull.
Pour les articles homonymes, voir Eyjafjallajökull (homonymie).
L'Eyjafjallajökull (prononcé : /ˈɛɪjaˌfjatl̥aˌjœkʏtl̥/ ) est une calotte glaciaire du Sud de l'Islande. D'une superficie de 78 km2 environ, il est le sixième plus grand glacier du pays sur les treize calottes glaciaires que compte l'Islande. Ce glacier couvre partiellement un massif volcanique, l'Eyjafjöll, ou plus exactement les Eyjafjöll.

## Toponymie
Eyjafjallajökull est un nom islandais qui peut être traduit en français par « le glacier sur les montagnes proches des îles »,. Il est composé de eyja-, le génitif pluriel de ey, mot désuet qui signifie « île », -fjalla-, le génitif pluriel de fjall qui signifie « montagne », et -jökull, qui signifie « glacier ». Les îles en question sont les îles Vestmann situées juste au sud-ouest et visibles depuis l'Eyjafjallajökull.
Eyjafjallajökull est utilisé pour désigner à la fois la calotte glaciaire, la montagne qui se trouve dessous, notamment son flanc méridional, ainsi que les districts inhabités situés à l'ouest et au sud du glacier. 
Eyjafjallajökull désigne aussi le système volcanique dont la montagne est le volcan central.

## Géographie

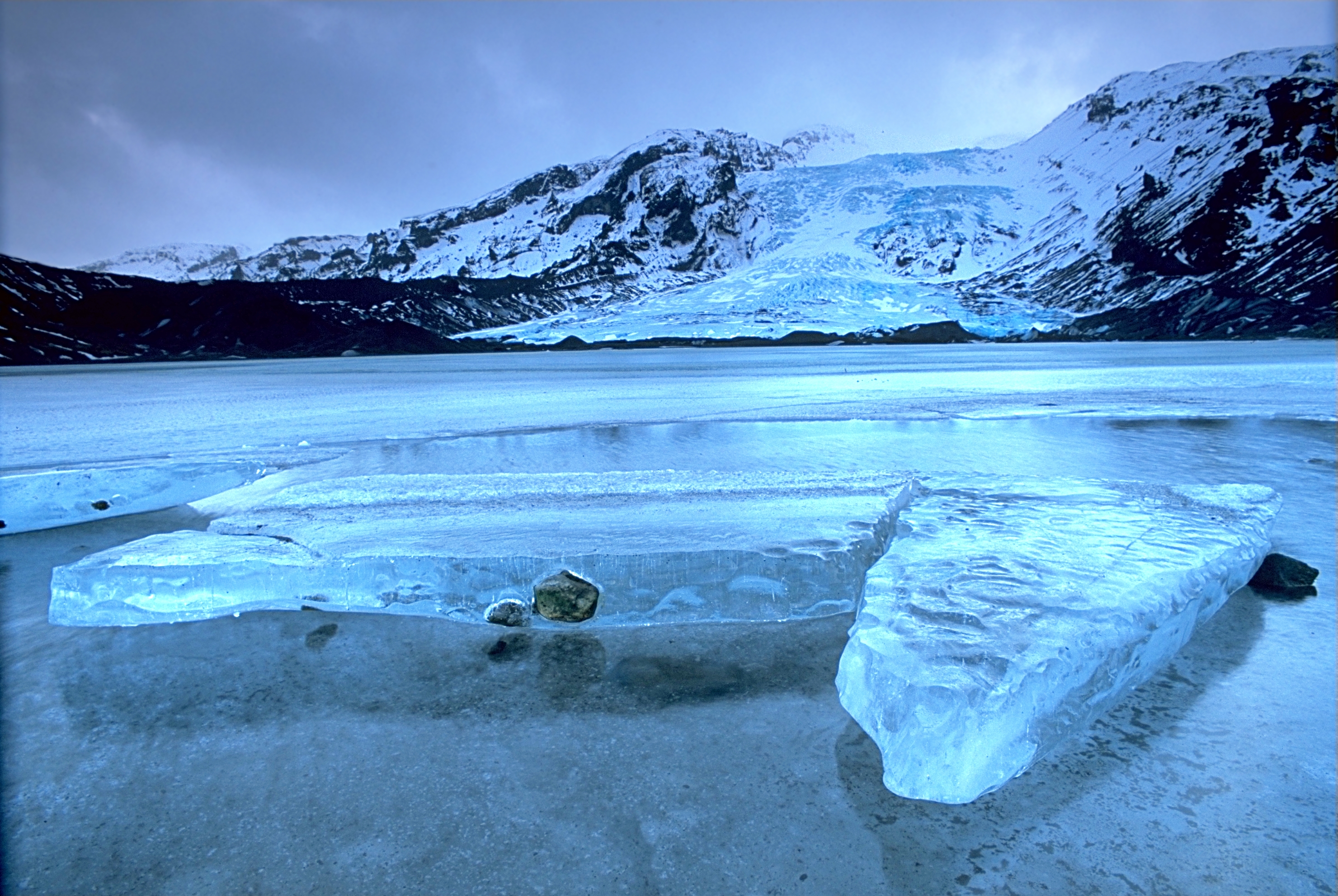
La langue glaciaire de Gígjökull.

### Topographie
L'Eyjafjallajökull est situé entre la vallée de Þórsmörk au nord et la côte de l'océan Atlantique au sud. Le glacier couvre partiellement un massif montagneux d'origine volcanique, l'Eyjafjöll, en français « montagnes des îles ». De son sommet culminant à 1 666 mètres d'altitude,, il est possible de distinguer les îles Vestmann à une vingtaine de kilomètres au sud-ouest.
Le sommet du glacier est marqué par une profonde dépression correspondant au contour de la caldeira de deux kilomètres et demi de diamètre. Le sommet proprement dit, appelé Hámundur avec 1 666 mètres d'altitude, est une excroissance de la bordure du cratère. D'autres sommets secondaires appelés Guðnasteinn se répartissent également sur le bord du cratère.

### Géologie

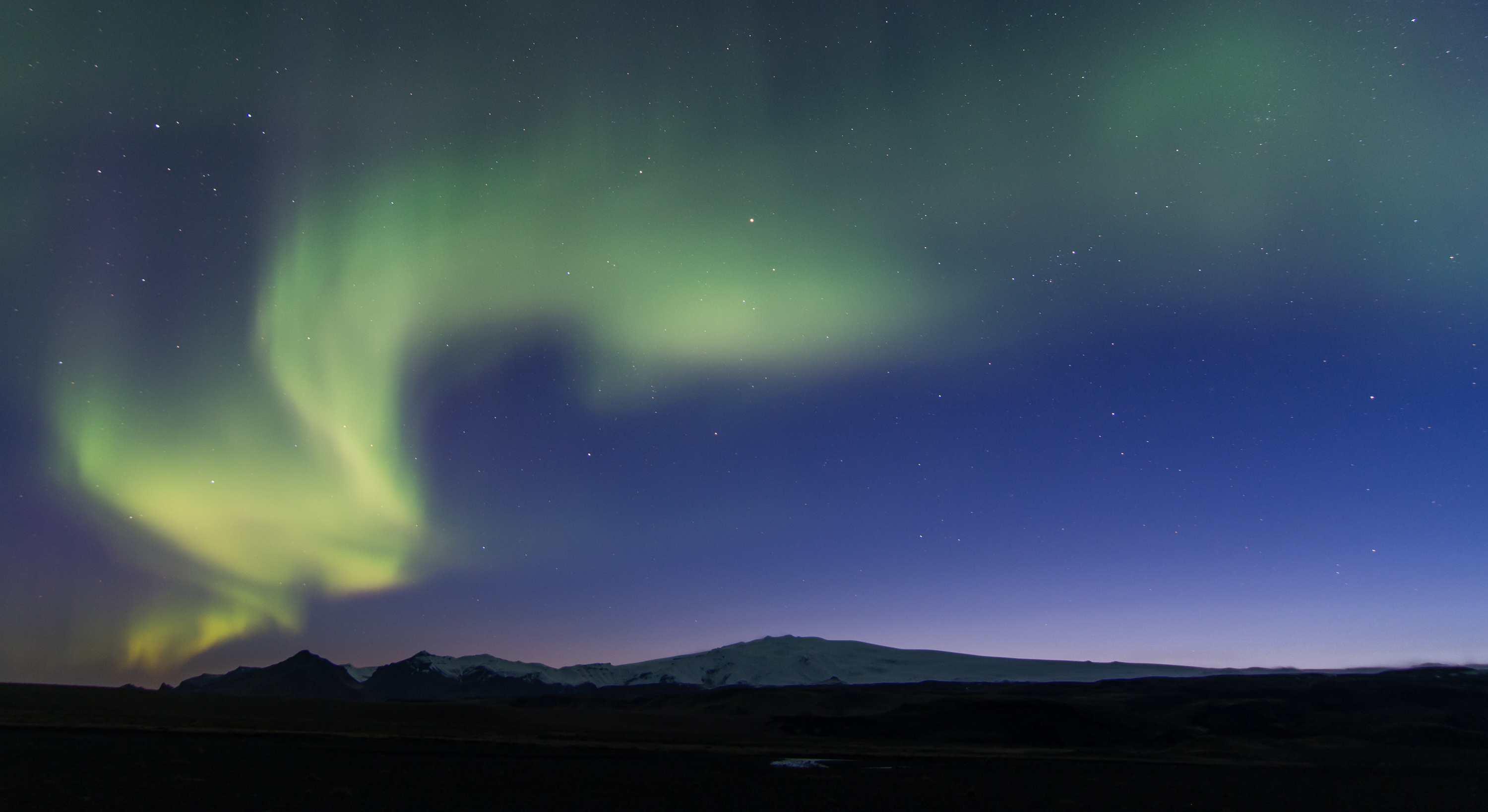
L'Eyjafjallajökull sous les aurores boréales.

L'Eyjafjöll est un stratovolcan âgé d'environ 800 000 ans. Il semble avoir été peu actif, ayant connu des éruptions autour de 550, en 1612 et de 1821 à 1823. L'éruption de 1612 semble avoir été commune avec l'éruption de Katla tout proche mais les documents de l'époque renseignent surtout sur son voisin. L'éruption de 1821-1823 cesse lorsque Katla entre en éruption à son tour. Ces faits font penser à certains volcanologues que les deux systèmes sont « mécaniquement » liés. Le volcan est à nouveau entré en éruption le 20 mars 2010 autour de minuit après une crise sismique,. Après une pause le 12 avril, l'éruption reprend le 14 avril 2010 provoquant la fermeture d'une grande partie des aéroports européens en raison du nuage de cendres présent dans l'atmosphère. L'activité magmatique prend fin le 22 mai.

### Hydrographie

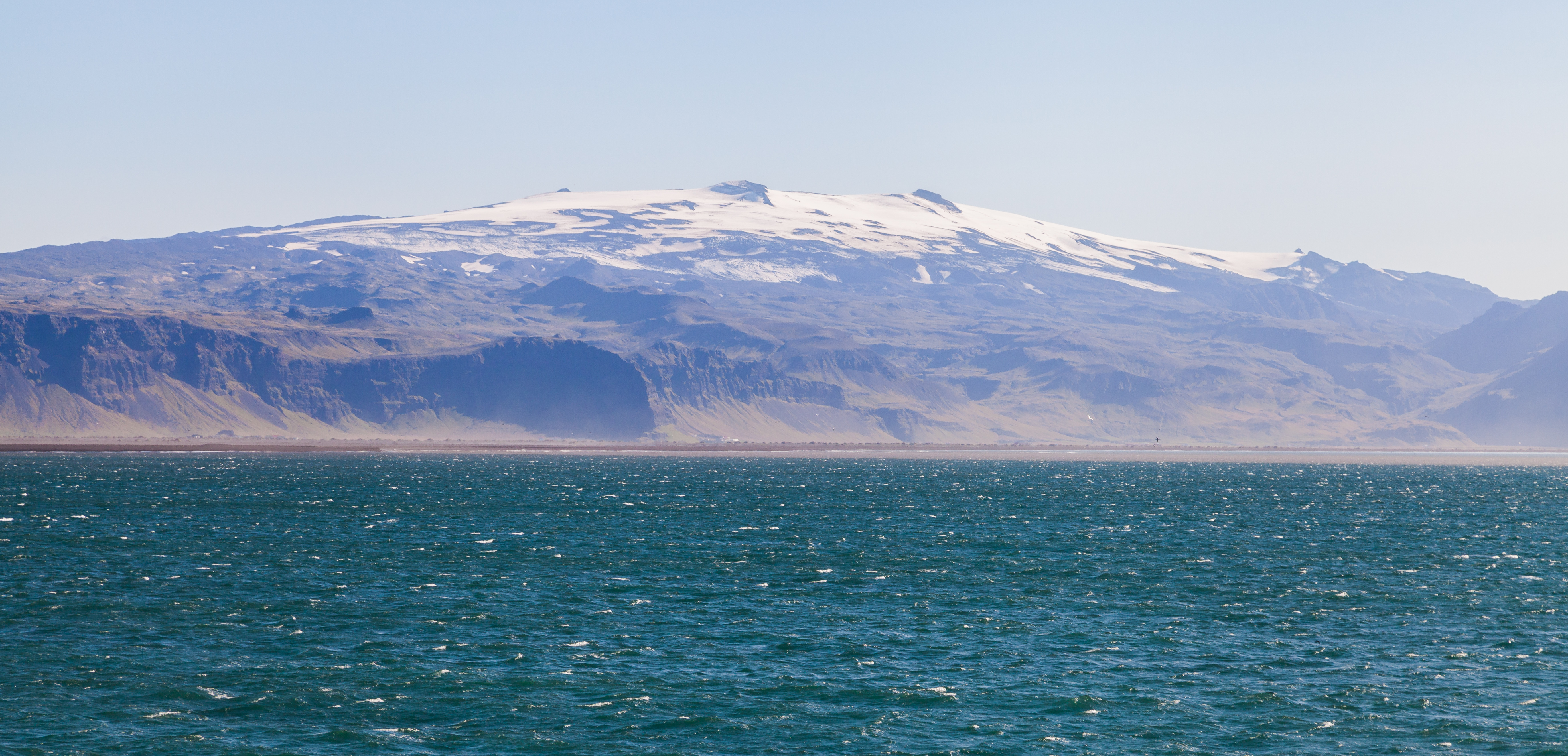
Eyjafjallajökull vue de la mer.

Sur le flanc Nord de la calotte glaciaire, les glaciers de Steinsholtsjökull et Gígjökull s'individualisent de la calotte glaciaire pour descendre jusque dans la vallée de Þórsmörk. La langue glaciaire de Gígjökull, en français « glacier du cratère », parcourt un dénivelé de 1 400 mètres depuis le cratère égueulé en versant nord ; il est notamment visible depuis la route menant à la vallée de Þórsmörk. L'épaisseur de l'Eyjafjallajökull est de moins de 100 mètres sur la majorité de sa superficie hormis dans la caldeira où elle dépasse les 300 mètres et en certains endroits très localisés à l'est de la caldeira où elle est comprise entre 200 et 300 mètres.
La fonte des eaux de l'Eyjafjallajökull alimente de nombreuses rivières qui descendent les flancs escarpés du volcan en y entaillant par endroits de profonds canyons, comme celui de Stakkholtsgjá, bien connu des randonneurs. De très nombreuses cascades attirent également de nombreux touristes tels que Seljalandsfoss, haute de 65 mètres, ou Skógafoss, haute de 62 mètres, qui reçoit également les eaux de la calotte glaciaire voisine du Mýrdalsjökull.

### Sources
- (en) Ari Trausti Guðmundsson, Volcanoes in Iceland : 10,000 Years of Volcanic History, Reykjavík, Vaka - helgafell, 1996, 136 p. (ISBN 9979-2-0348-X)Ouvrage de vulgarisation sur les principaux volcans d'Islande
- (is) Ari Trausti Guðmundsson, Íslenskar Eldstöðvar, Reykjavík, Vaka - helgafell, 2001, 320 p. (ISBN 9979-2-1596-8)Ouvrage de vulgarisation sur les principaux volcans d'Islande
- (en) Thor Thordarson et Armann Hoskuldsson, Iceland, England, Terra publishing, 2002, 200 p. (ISBN 1-903544-06-8)
- (en) Ari Trausti Guðmundsson et Halldór Kjartasson, Earth in action : An Outline of the Geology of Iceland, England, Vaka - Eldgafell, 1996, 166 p. (ISBN 9979-2-0346-3)